# 메이지촌 (도쿄부)
메이지촌(일본어: 明治村)은 일본 도쿄부 니시타마군에 일찍이 존재했던 촌이다.

## 지리
- 현재의 아키루노시 서부에 해당한다.

## 역사
- 1889년 4월 1일 - 정촌제 시행에 수반해 가나가와현 니시타마군 메이지촌이 성립하였다.
- 1893년 4월 1일 - 니시타마군이 미나미타마군, 기타타마군과 함께 도쿄부에 이관되었다.
- 1918년 12월 1일 - 구 이쓰카이치정, 미쓰사토촌과 합병해 새로운 이쓰카이치정이 성립하여, 메이지촌은 소멸하였다

## 참고 문헌
- 角川日本地名大辞典編纂委員会,『角川日本地名大辞典 13 東京都』, 가도카와 쇼텐, 1978年, ISBN 4-04-001130-9
- 日本加除出版株式会社編集部, 『全国市町村名変遷総覧』、日本加除出版、2006年、ISBN 4-8178-1318-0